# Stanisław Biegański (pijar)
Paweł Stanisław Biegański (ur. 25 stycznia 1860 w Krakowie, zm. 3 kwietnia 1913 tamże) – polski duchowny katolicki, pijar, historyk zakonu, działacz filatelistyczny.

## Życiorys
Studia teologiczne odbył na Uniwersytecie Jagiellońskim. Do zakonu pijarów wstąpił w 1881, na kapłana został wyświęcony w 1886. Przez wiele lat związany był z krakowskim kolegium pijarów: w latach 1887–1889 kierował konwiktem (rektorem kolegium był w tym czasie Adam Słotwiński), potem był nauczycielem kolegium, wreszcie objął kierownictwo szkoły przygotowawczej do gimnazjum.
Jako historyk zajmował się szkołami pijarskimi i dorobkiem Stanisława Konarskiego. Wydał też kilka żywotów świętych i modlitewników, zajmował się przekładami z włoskiego i niemieckiego. Z prac o Konarskim wymienić można: Poczet prac ks. Stanisława Konarskiego S.P. (1896), Konarsciana. Zbiór dokumentów odnoszących się do życia i działalności ks. Stan. Konarskiego S.P. (zeszyt 1, Mikołów 1897), Poczet autorów, którzy o St. Konarskim pisali. Na uczczenie dwusetnej rocznicy urodzin Ks. Stanisława Konarskiego S.P. (Kraków 1900), przekład Wybrane poezje A. M. Duriniego arcybiskupa ancyrańskiego nuncjusza w Polsce o Stanisławie Konarskim (Kraków 1885). Dziejom szkół pijarskich Biegański poświęcił prace: Wiadomość o Polakach, którzy kształcili się w Kolegium Nazareńskim Pijarów w Rzymie ("Kwartalnik Historyczny", 1897) oraz Szkoły pijarskie w Polsce ("Muzeum", 1897, także jako osobna odbitka "na pamiątkę 300 letniej rocznicy istnienia Zgromadzenia ks. Pijarów", Lwów 1898). W tej ostatniej rozprawie omówił założenie zakonu przez Józefa Kalasancjusza i sprowadzenie pijarów do Polski, przedstawił wykaz wszystkich kolegiów pijarskich w Polsce wraz z datami utworzenia i zamknięcia, a także omówił stan szkolnictwa zakonnego przed i po reformie Konarskiego. Przy okazji beatyfikacji pijara Pompiliusza Pirottiego ogłosił jego biografię (Kraków 1890), podobnie po kanonizacji Piotra Fouriera z zakonu kanoników regularnych laterańskich spolszczył (w oryginale włoski) i wydał żywot nowego świętego (Kraków 1897). Napisał też hagiografie Franciszka z Asyżu (Bogucice 1893) i Jana Bożego (Mikołów 1893) oraz rys historyczny parafii w Bogucicach (Matka Boska łaskami słynąca w Bogucicach i krótka historia tejże parafii, Mikołów 1893). Przygotował do wydania zbiór modlitw maryjnych Weź w Twą opiekę (Kraków 1888) oraz obszerny modlitewnik z pieśniami Anioł Stróż prawowiernego katolika (Mikołów 1900). Prawdopodobnie był też autorem kilku innych modlitewników oraz pracy Katolicki rok kościelny, czyli objaśnienie świąt, obrządków i ceremonii kościelnych (Mikołów 1897).
Ks. Biegański był również zasłużonym działaczem młodego polskiego ruchu filatelistycznego. Działał w Związku Polskich Zbieraczy Znaczków Pocztowych (był pierwszym prezesem), potem był członkiem i działaczem, a od 1902 prezesem Kółka Filatelistów Polskich w Krakowie. W krakowskim klasztorze pijarów organizował spotkania filatelistów. Wystawiał swoje zbiory. Z tematyki pocztowej ogłosił m.in. Poczta w dawnej Polsce (1894), Kartka do dziejów poczty w Krakowie (1899). Pisał na łamach miesięcznika "Polski Filatelista". Zasłużył się w staraniach o zjednoczenie i rozwój polskiej filatelistyki.
Pochowany został na cmentarzu Rakowickim, jego grób odnaleźli i odnowili na początku lat 60. XX wieku członkowie Pijarskiego Koła Naukowego, kierowanego przez ojca Innocentego Bubę.